# Chicago Marathon 2005

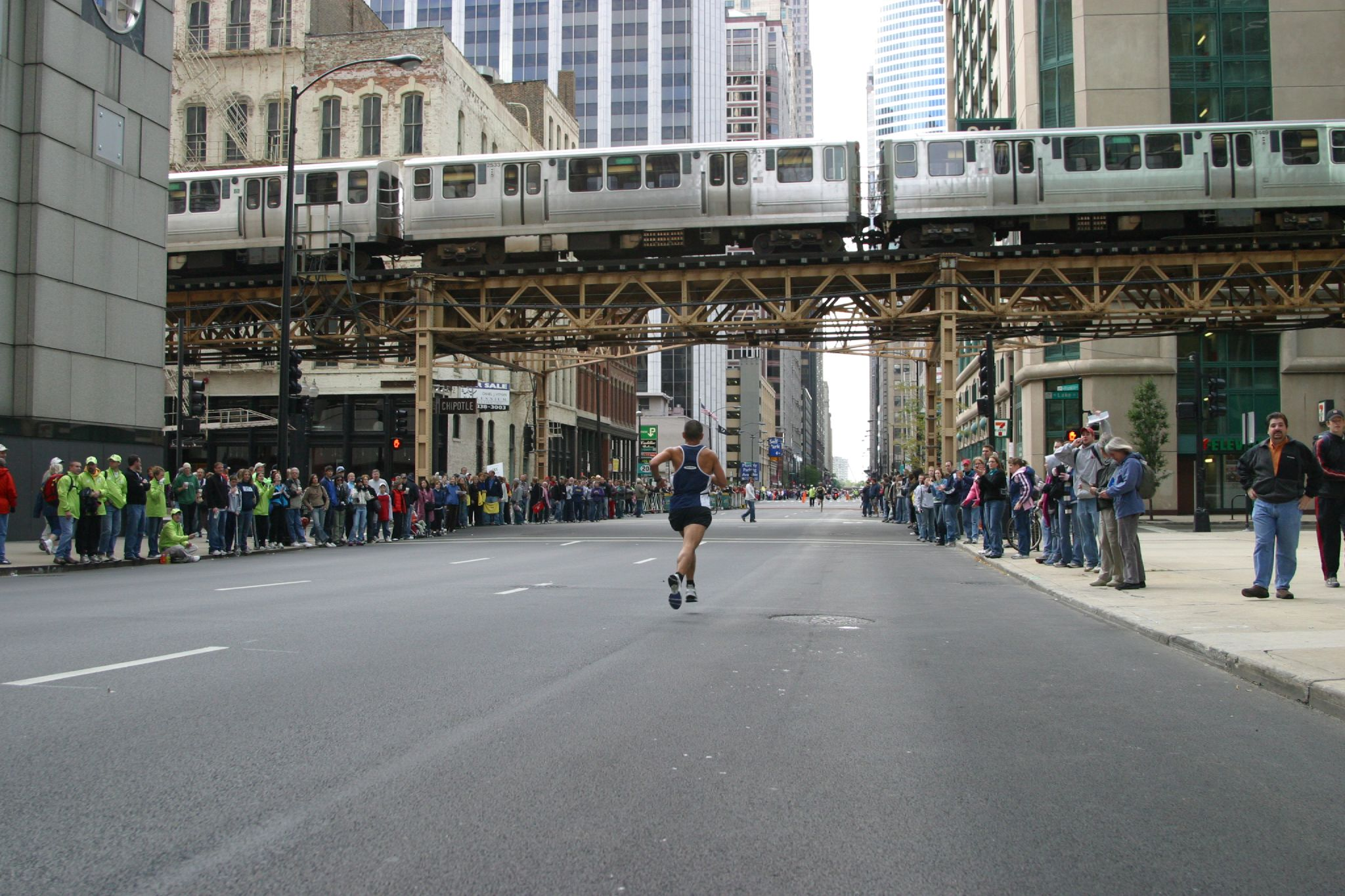
Chicago Marathon 2005

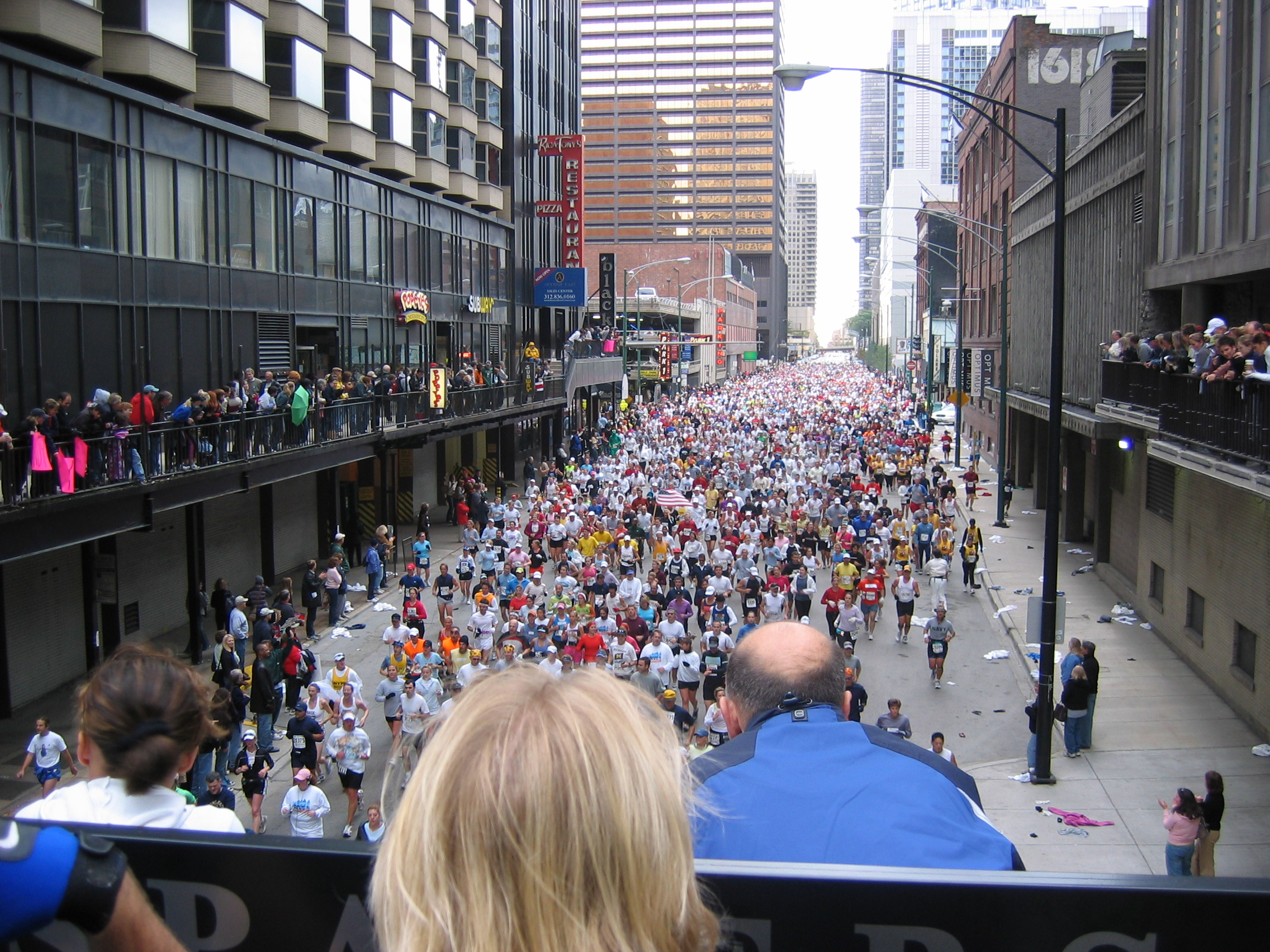
Start

De Chicago Marathon 2005 vond plaats op 10 september 2005. Bijna 33.000 deelnemers behaalden de eindstreep van deze marathon. De wedstrijd bij de mannen werd gedomineerd door de Kenianen die de eerste tien finishplaatsen innamen.

## Resultaten

### Mannen
| rang   | naam             | land | tijd    |
| ------ | ---------------- | ---- | ------- |
| Goud   | Felix Limo       | KEN  | 2:07.02 |
| Zilver | Benjamin Maiyo   | KEN  | 2:07.09 |
| Brons  | Daniel Njenga    | KEN  | 2:07.14 |
| 4      | Evans Rutto      | KEN  | 2:07.28 |
| 5      | Patrick Ivuti    | KEN  | 2:07.46 |
| 6      | Laban Kipkemboi  | KEN  | 2:09.22 |
| 7      | William Kipsang  | KEN  | 2:09.49 |
| 8      | Timothy Cherigat | KEN  | 2:10.34 |
| 9      | Sammy Korir      | KEN  | 2:10.53 |
| 10     | John Gwako       | KEN  | 2:12.30 |

### Vrouwen
| rang   | naam                     | land | tijd    |
| ------ | ------------------------ | ---- | ------- |
| Goud   | Deena Kastor             | USA  | 2:21.25 |
| Zilver | Constantina Diță-Tomescu | ROU  | 2:21.30 |
| Brons  | Masako Chiba             | JPN  | 2:26.00 |
| 4      | Colleen De Reuck         | USA  | 2:28.40 |
| 5      | Eri Hayakawa             | JPN  | 2:28.50 |
| 6      | Blake Russell            | USA  | 2:29.10 |
| 7      | Kathy Butler             | GBR  | 2:30.01 |
| 8      | Tatjana Petrova          | RUS  | 2:31.03 |
| 9      | Kate Smyth               | AUS  | 2:33.42 |
| 10     | Grazyna Syrek            | POL  | 2:28.54 |

1977 ·
1978 ·
1979 ·
1980 ·
1981 ·
1982 ·
1983 ·
1984 ·
1985 ·
1986 ·
1987 ·
1988 ·
1989 ·
1990 ·
1991 ·
1992 ·
1993 ·
1994 ·
1995 ·
1996 ·
1997 ·
1998 ·
1999 ·
2000 ·
2001 ·
2002 ·
2003 ·
2004 ·
2005 ·
2006 ·
2007 ·
2008 ·
2009 ·
2010 ·
2011 ·
2012 ·
2013 · 
2014 · 
2015 · 
2016 · 
2017 · 
2018 · 
2019 · 
2021 · 
2022 · 
2023